# Beth Sholom Congregation (Elkins Park)

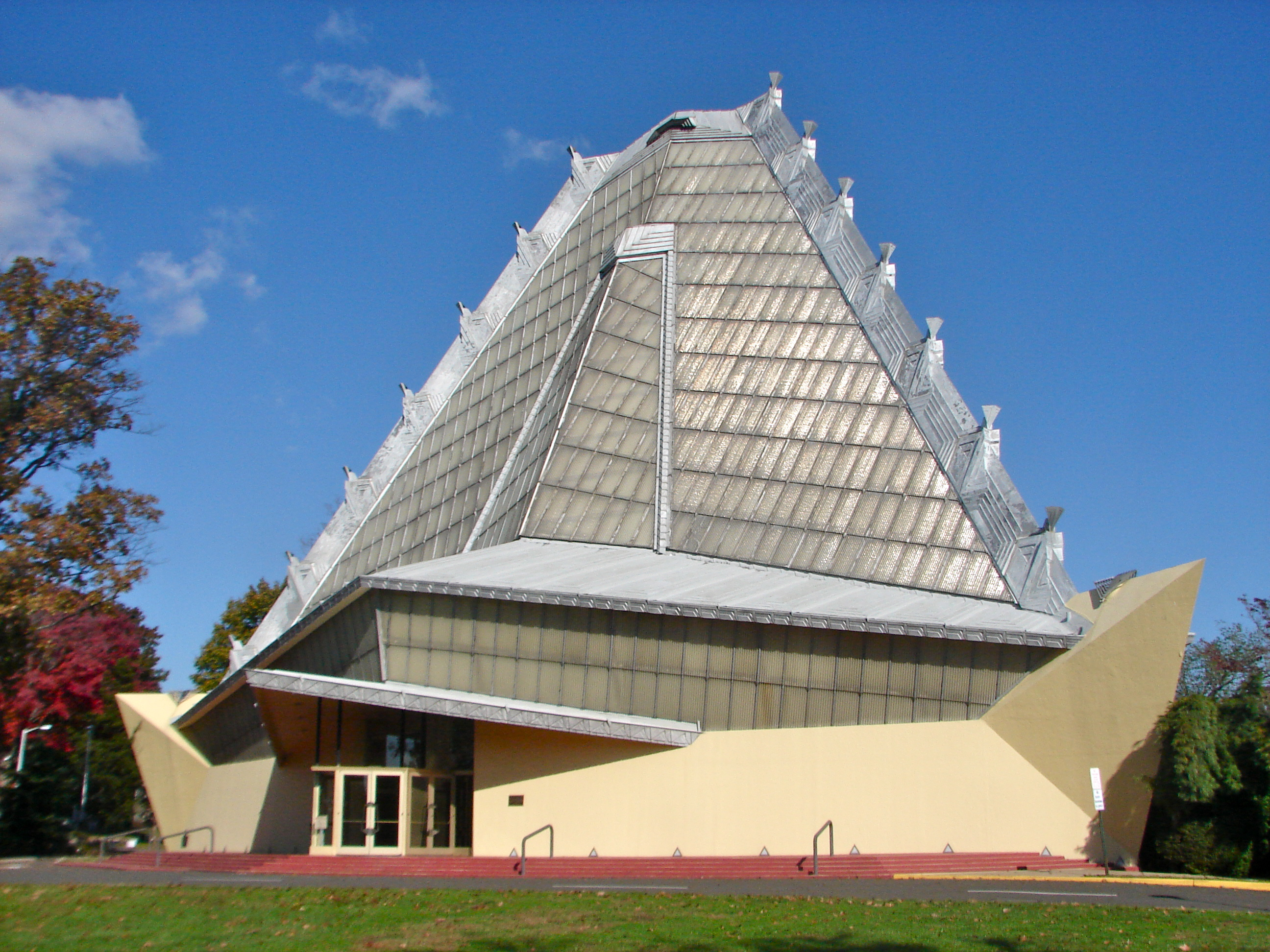
Beth Sholom Congregation (2011)

Die Beth Sholom Congregation ist eine jüdische Gemeinde in Elkins Park, Montgomery County, Pennsylvania. Ihre Synagoge ist die einzige, die der Architekt Frank Lloyd Wright erbaut hat.

## Geschichte
Die Gemeinde wurde 1919 gegründet. Rabbinerin ist dort seit 2004 Andrea Merow.
Die Beth Sholom Synagogue wurde zwischen 1954 und 1959 durch Frank Lloyd Wright errichtet und stellt das einzige Bauprojekt dieser Art in seinem Schaffen dar. Beim Bau der Synagoge arbeitete Wright eng mit dem Rabbiner der Gemeinde, Mortimer J. Cohen, zusammen. Nach dem Tode von Wright im Jahr 1959 zählten das American Institute of Architects und der National Trust for Historic Preservation die Beth Sholom Congregation zu seinen 16 bedeutendsten Bauten in den Vereinigten Staaten. Wright bezeichnete das Gebäude als „leuchtenden Berg Sinai“, der zum Himmel weist.
Die Synagoge wurde am 29. März 2007 als Bauwerk in das National Register of Historic Places aufgenommen. Am gleichen Tag wurde die Beth Sholom Synagogue als ein National Historic Landmark anerkannt.